# Phare de l'Anse-à-la-Cabane
Le phare de l'Anse-à-la-Cabane, parfois aussi appelé phare de l'île du Havre Aubert, phare de Millerand, ou en anglais Amherst Island Light, est un phare situé sur le territoire du village de Bassin, sur la côte sud de l'île du Havre Aubert, une composante de l'archipel des Îles de la Madeleine, dans le golfe du Saint-Laurent (Québec, Canada).  
Il s'agit du plus haut phare des Îles de la Madeleine et le plus ancien de l'archipel ayant été conservé à peu de chose près comme à l'origine.
Le gouvernement du Canada a inscrit ce phare sur sa liste de biens excédentaires et l'a éteint en décembre 2011. Il n'est plus en activité depuis ce temps.

## Historique
Depuis les débuts de la navigation entre l’Europe et les Amériques, les Îles de la Madeleine se sont avérées un endroit dangereux pour les marins. Des centaines de bateaux de pêche, de vaisseaux marchands et de navires chargés d’immigrants se sont brisés sur les hauts-fonds et les écueils entourant l'archipel. Entre 1855 et 1880 seulement, plus de 200 naufrages ont ainsi été répertoriés.
Après la Confédération, le nouveau gouvernement du Dominion entreprend des travaux de balisage afin de rendre la navigation dans les eaux canadiennes plus sécuritaire. Plus de 100 nouveaux phares sont ainsi mis en service au cours de la seule décennie 1870. 
C’est dans ce contexte que le ministère de la Marine et des Pêches du Canada fait baliser, entre 1870 et 1874, le corridor maritime du golfe du Saint-Laurent. Quatre phares sont notamment construits sur les côtes des îles de la Madeleine. Le premier, érigé sur le Rocher aux Oiseaux (1870), est suivi par celui de l'Anse-à-la-Cabane (1870-1871), sur la côte sud de l'île du Havre Aubert, puis par ceux de l'Île d'Entrée (1874) et du Borgot (1874) à L'Étang-du-Nord, sur l'Île du Cap aux Meules.
Construit au cours des années 1870 et 1871 au coût de 6 828,01 $, le phare de l'Anse-à-la-Cabane entre en fonction le 7 juillet 1871. Son premier gardien, William Cormier, perçoit un salaire annuel de 300 $.

## Gardiens[10]
- 1871-1911 : William Cormier
- 1911-1950 : Charles Cormier
- 1950-1970 : Edmond Boudreau

## Architecture

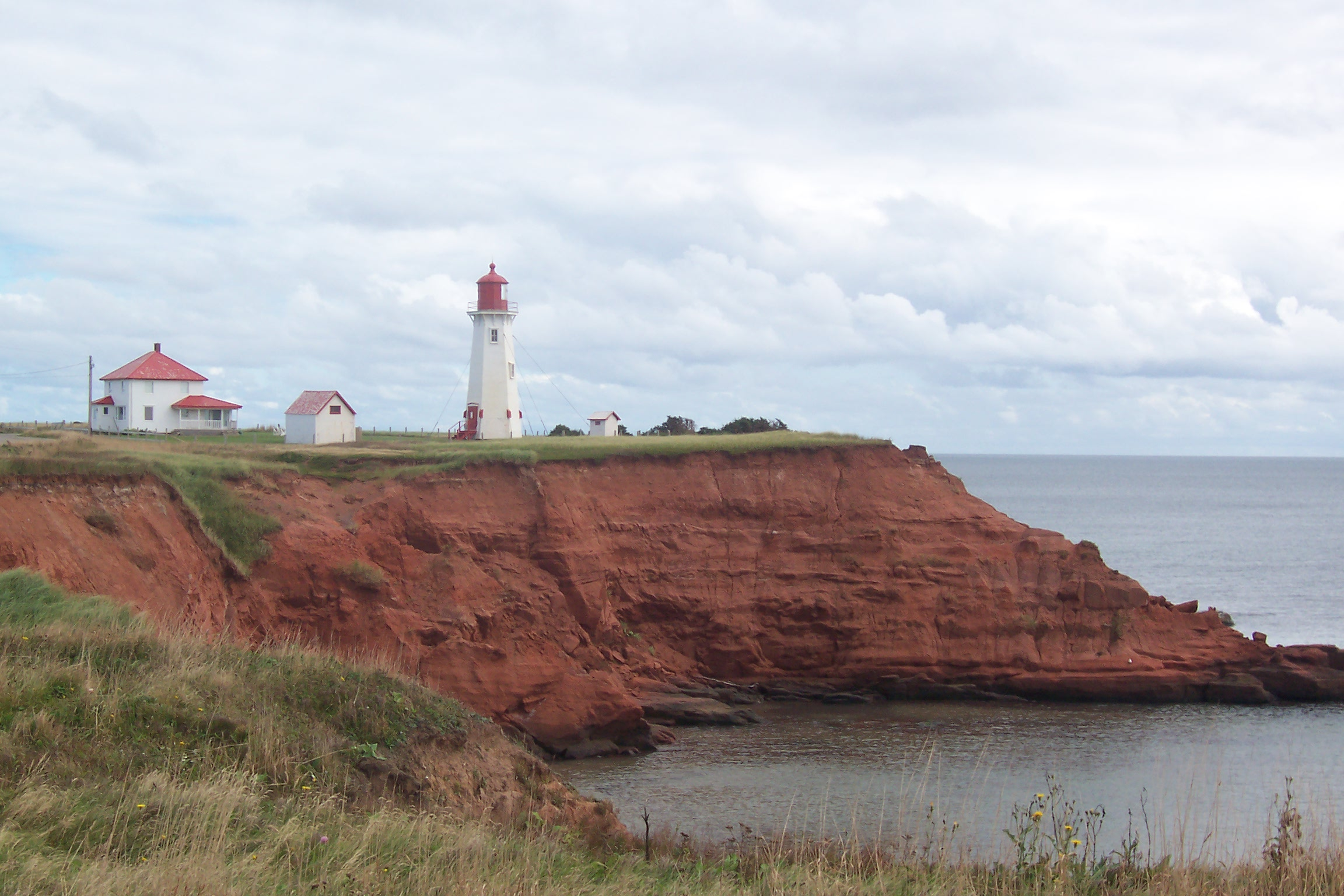
Le phare, la maison du gardien et ses dépendances.

Le phare est composé d'une tour blanche octogonale en bois de 17,1 m de haut, surmontée d'une lanterne rouge en fonte au toit arrondi.

## Préservation et mise en valeur
Le phare de l'Anse-à-la-Cabane a ouvert ses portes pour la première fois au public de façon temporaire les 26, 27 et 28 septembre 2003 grâce à l'action de la Corporation pour la sauvegarde du patrimoine bâti de l’Île-du-Havre-Aubert et du Centre nautique de l'Istorlet, l'objectif  étant de favoriser l'acquisition du phare par la municipalité des Îles-de-la-Madeleine et de permettre à terme le développement et le maintien d'une exposition permanente consacrée à l'histoire des phares des Îles-de-la-Madeleine.
Le phare, la maison du gardien et ses dépendances ont été cités à titre de monuments historiques par la municipalité des Îles-de-la-Madeleine le 17 janvier 2006 en vertu de la Loi sur les biens culturels du Québec.
À l'automne 2013, le phare et tous les bâtiments adjacents ont été déplacés de 75 mètres vers le nord. Des travaux de restauration ont ensuite été effectués jusqu'en 2015.

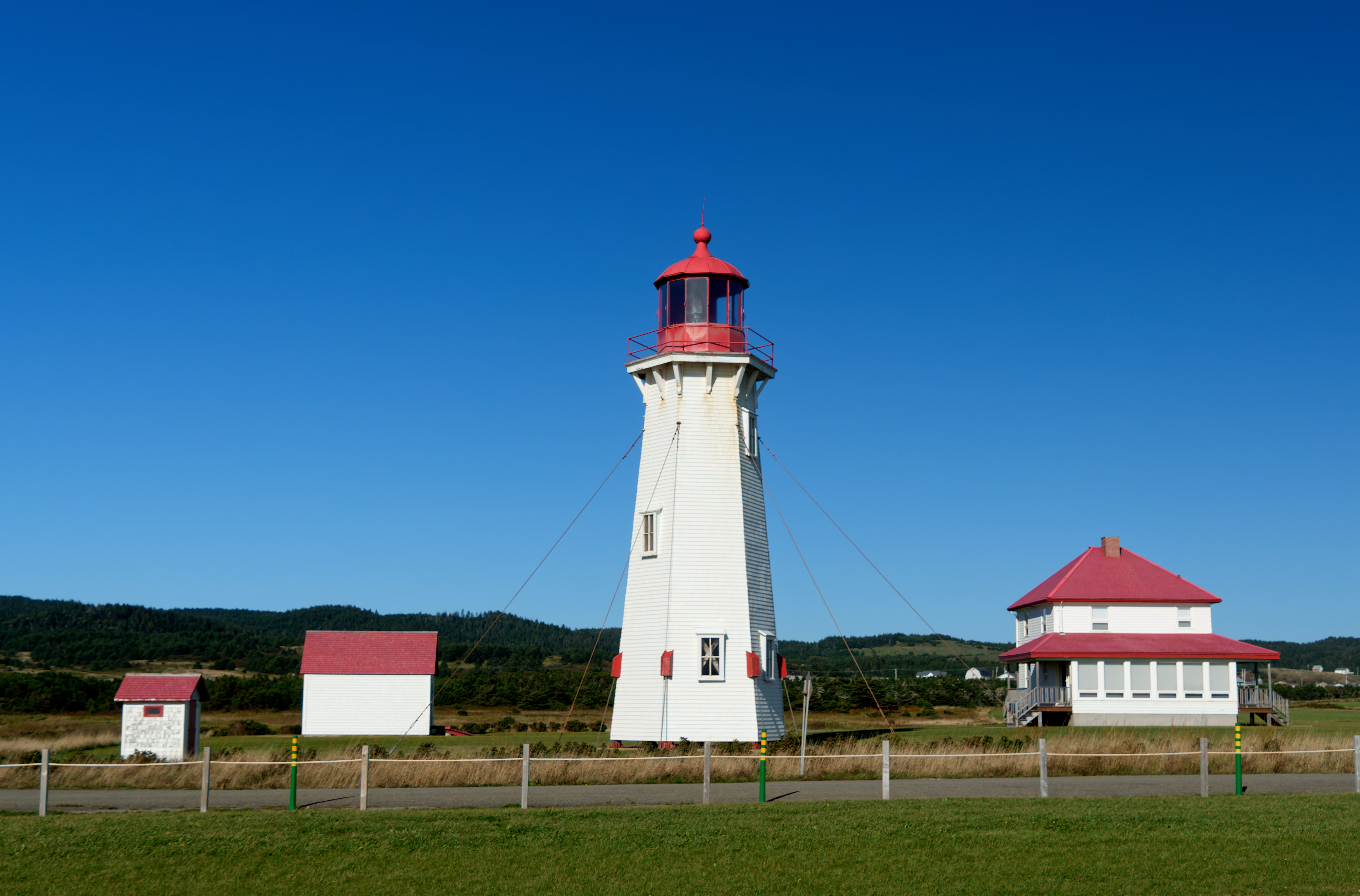
Le phare et la maison du gardien.
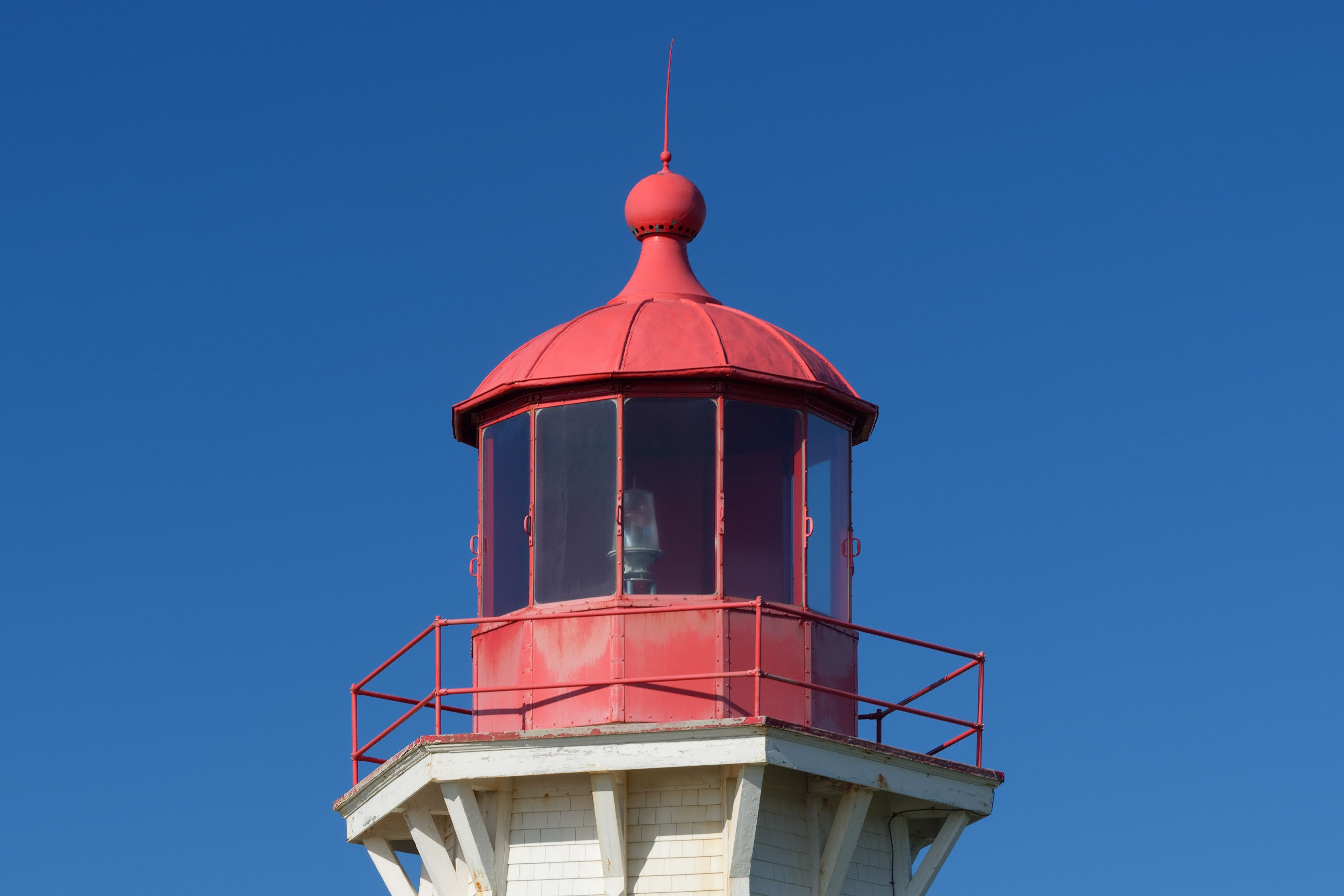
La lanterne.